# Kilchberg (Zürich)
Kilchberg is een gemeente en plaats in het Zwitserse kanton Zürich, en maakt deel uit van het district Horgen.
Kilchberg telt 7171 inwoners.

## Overleden
- Verena Conzett (1861-1947), syndicaliste, onderneemster en feministe
- Else Züblin-Spiller (1881-1948), journaliste, onderneemster, feministe
- Ernst Hafter (1876-1949), jurist, rechter en hoogleraar
- Ludwig Klages (1872-1956), filosoof
- Katia Mann (1883-1980), echtgenote van schrijver Thomas Mann
- Marthe Ernst-Schwarzenbach (1900-1967), biologe
- Mani Matter (1936-1972), componist